# Quinton Rampage Jackson
Quinton Rampage Jackson també conegut com a Rampage Jackson (20 de juny de 1978) és un lluitador estatunidenc d'arts marcials mixtes (MMA), lluitador professional, i actor. Va ser el guanyador de pes semipesat de la Ultimate Fighting Championship (UFC) en una ocasió.
Jackson nascut a Memphis Tennessee. Va tenir una infància complicada. Va començar a vendre drogues de molt jove, i es ficava en baralles al carrer. Jackson, tenia una familia disfuncional, el seu pare drogoaddicte el va abandonar quan ell tenia 10 anys, i va tornar al 2003. Va tenir la seva primera experiencia en esports de lluita a Raleigh-egipto High school. A l'institut va coneixèr un company de bellator de pes semipesat, Jacob Noe, un practicant de karate que li ensenyava tècniques de colpeig a canvi que Jackson li ensenyes tècniques de lluita lliure. Jackson tenia pensat dedicarse a la lluita lliure un cop acabat el batxillerat, però en última instància, va entrar com a lluitador a Lassen Community College, a Susanville Califòrnia abans de ser expulsat per tenir una baralla amb un company d'equip, després de coneixér les arts marcials mixtes, va anar a entrenar a Las Vegas, amb el lluitador de BAMMA, Lewis Rumble.

## Carrera en arts marcials mixtes
Jackson va debutar a l'UFC el 3 de febrer de 2007, a UFC 67, contra Marvin Eastman, va guanyar per Nocaut a segona ronda.
Jackson es va enfrentar a Chuck Liddell, el 26 de maig de 2007, per guanyar el títol de campió de pesos Semipesats de UFC a UFC 71. Jackson, va guanyar per Nocaut a primera ronda, guanyant el campionat, i el premi per millor KO de la nit.

## Bellator MMA
El 4 de Juny, de 2013, Jackson signà un contracte amb Spike TV, Bellator MMA, Total Nonstop Wrestling, amb aquest contracte pretenia arribar al pes pesant. Jackson va debutar el 15 de novembre de 2013 a Bellator 108, on es va enfrentar al veterà, Joey Beltràn, va guanyar per nocaut a primera ronda. Jackson es va enfrentar a l'excampió de pesos semipesats, Christian m'pumbu. El 28 de febrer de 2014, en el torneig de pesos semipesats, a Bellator 110. Va guanyar la lluita per nocaut a primera ronda. Jackson es va enfrentar amb Muhammed Lawal. En la final del torneig el 17 de maig de 2014 a Bellator 120, Jackson va guanyar per decisió unànime.

## Vida personal
Jackson resideix a Ladera Ranch i té quatre fills. D'Angelo i Raja, fills que va tenir en relacions anteriors, Elijah i Naname Nakia Jackson que va tenir amb la seva dona, Yuki. Els tres nois tenen com a cognom “Rampage” i la filla té com a cognom “page”. El 2006, la seva dona i ell es van separar, ja que una prova de paternitat va demostrar que Jackson, va tenir un fill, Raja, amb una altra dona el 2000. Poc després es van reconciliar. Jackson està sotmès a un tractament per augmentar la testosterona, ja que té els seus nivells baixos. Actualment resideix a Mereseyside, al regne Unit.

## Campionats i trofeus
Ultimate Fighting Championship
- Campió una vegada
- Combat de la nit (3 cops)
- KO de la nit (2 cops)

Pride Figthing Championship
- Subcampió de pes mitjà el 2003

Bellator MMA
- Guanyador del torneig semipesat sessió 10.

Wrestling Observer Newsletter
- Combat de l'any, al 31 d'octubre del 2004, vs. Wanderlei Silva. Combat de l'any, al 5 de juliol de 2008, vs Forrest Griffin
- Lluitador més destacat el 2007

SHERDOG
- Millor lluitador del 2007